# 오혜금
오혜금은 대한민국의 가수 출신 배우이다. 2010년 여성 보컬 그룹 베베미뇽으로 데뷔하였다.

## 학력
- 동덕여자대학교 방송연예학(학사)

## 출연 작품

### 드라마
| 연도 | 방송사 | 제목             | 역할             | 비고     |
| ---- | ------ | ---------------- | ---------------- | -------- |
| 2011 | tvN    | 롤러코스터       |                  |          |
| 2012 | KBS1   | 별도 달도 따줄게 | 서진희           |          |
| 2012 | MBC    | 미래소년 코드박  | 오피스와이프     |          |
| 2013 | tvN    | 푸른거탑 제로    |                  |          |
| 2017 | MBC    | 밥상 차리는 남자 | 양춘옥(젊은시절) |          |
| 2021 | TVN    | 너는 나의 봄     | 라디오 작가      |          |
| 2021 | seezn  | 크라임 퍼즐      | 512호 여자역     |          |
| 2025 |        | 우리 이지혜      | 수영녀           | 웹드라마 |

### 영화
| 개봉연도 | 제목 | 역할          | 비고 |
| -------- | ---- | ------------- | ---- |
| 2023     | 교섭 | 외교부 기자 1 |      |

### 예능
- 2011년: MBC 《세바퀴》
- 2011년: KBS2 《해피투게더》
- 2011년: SBS 《재미있는 퀴즈클럽》
- 2011년: 온스타일 《가십 하우스》
- 2011년: 트렌디 《뷰티 아일랜드 미인도》
- 2011년: MBC 《나는 가수다》
- 2011년: KBS2 《불후의 명곡》
- 2011년: KBS2 《백점만점》
- 2011년: JTBC 《퀴즈쇼 아이돌 시사회》
- 2012년: SBS 《강심장》
- 2012년: JTBC 《닥터의 승부》
- 2012년: KBS2 《유희열의 스케치북》

### 뮤직 비디오
- 2012년 미 - 향수
- 2017년 러버소울 - Dream

## 음반
- 2010년: <가수 [포맨] - 지하철을 타봤어> 《feat.오혜금》
- 2011년: <가수 [윤민수] - 나 어떡해> 《feat.오혜금》
- 2012년: <가수 [린] - 곰인형> 《feat.오혜금》
- 2012년: <가수 [신용재] - 해후> 《feat.오혜금》
- 2015년: <가수 [해금&벤&낯선&임세준] - 사랑은 봄을 타고> 《Global project 'kiss the rain' part2》
- 2015년: <가수 [허세(허경환&세이)] - NAMJA> 《feat.오혜금》
- 2015년: <가수 [오혜금] - 우리 헤어졌어요> 《네이버 월요 웹툰 OST》
- 2017년: <가수 JMELLOW - 사랑라떼> 《feat.오혜금》